# Umbellulifera oreni
Umbellulifera oreni is een zachte koraalsoort uit de familie Alcyoniidae. De koraalsoort komt uit het geslacht Umbellulifera. Umbellulifera oreni werd in 1965 voor het eerst wetenschappelijk beschreven door Verseveldt. 